# Sixth Avenue (stacja metra)
Sixth Avenue – stacja metra nowojorskiego, na linii L. Znajduje się w dzielnicy Manhattan, w Nowym Jorku i zlokalizowana jest pomiędzy stacjami Eighth Avenue i Union Square. Została otwarta 21 września 1924.